# 10244 Thüringer Wald
10244 Thüringer Wald
10244 Thüringer Wald là một tiểu hành tinh vành đai chính với chu kỳ quỹ đạo là 1362.7556828 ngày (3.73 năm).
Nó được phát hiện ngày 16 tháng 9 năm 1960.